# Hans Weijs jr.
Hans Weijs jr. (Elst, 19 december 1986) is een Nederlands rallyrijder. Zijn vader, Hans Weijs Sr., is ook een rallyrijder geweest, die twee keer het Nederlands sprintkampioenschap won en in 2006 naar de titel in de Formule 2 categorie greep.

## Carrière
Hans Weijs jr. deed in 2005 mee aan een selectiedag van de Knac Nationale Autosport Federatie (KNAF), die hij won. Later dat jaar maakte hij ook zijn debuut in de rallysport. Zijn eerste optreden in het Wereldkampioenschap rally vond plaats in het seizoen 2006 en was sindsdien een regelmatige deelnemer aan verschillende subcategorieën in het WK. Hij was voornamelijk actief in het Junior World Rally Championship met een Citroën C2 S1600, waarmee hij tijdens de WK-ronde van Catalonië in 2009 voor het eerst in zijn klasse won en de rally eindigde op een twaalfde plaats in het algemeen klassement. Een tweede klasse-overwinning kwam in Duitsland in het seizoen 2010. Hij was steevast op weg naar een tweede seizoensoverwinning in Catalonië, en door het terugvallen van concurrent Aaron Burkart, zelfs in het bereik van de JWRC titel, toen hij echter op de slotdag van de rally door een technisch mankement ook terugviel, waardoor hij aan het eind aan Burkart slechts vier punten tekortkwam voor het behalen van het kampioenschap, en daarin dus genoegen moest nemen met een tweede plaats.
In 2011 eindigde Weijs jr. in zijn eerste optreden met een Škoda Fabia S2000 op het podium als derde in Ieper, op dat moment een ronde van de Intercontinental Rally Challenge. Vervolgens werd hij gepromoveerd naar de tweede plaats, nadat de oorspronkelijk als tweede geëindigde Bryan Bouffier vanwege een technische overtreding gediskwalificeerd werd. Later dat jaar nam Weijs jr. op uitnodiging van Volkswagen Motorsport deel aan de rally van Duitsland, eveneens met de Škoda Fabia. Hij eindigde het evenement dertiende algemeen en tweede in zijn klasse. In 2012 reed Weijs jr. een programma in het Zuid-Afrikaans kampioenschap met een Volkswagen Polo S2000. Later dat jaar nam hij deel aan de WK-ronde van Catalonië met een Citroën DS3 WRC van het Qatar World Rally Team, als vervanger van Nasser Al-Attiyah. Hij behield een zesde plaats in het klassement totdat hij uit de wedstrijd verongelukte. Met de DS3 WRC won hij in 2013 nog een ronde van het Frans rallykampioenschap op onverhard.

## Complete resultaten in het Wereldkampioenschap rally

### Overzicht van deelnames
| Seizoen | Inschrijving           | Auto                       | 1      | 2   | 3   | 4      | 5      | 6      | 7      | 8      | 9      | 10     | 11     | 12     | 13     | 14  | 15     | 16     | Pos. | Punten |
| ------- | ---------------------- | -------------------------- | ------ | --- | --- | ------ | ------ | ------ | ------ | ------ | ------ | ------ | ------ | ------ | ------ | --- | ------ | ------ | ---- | ------ |
| 2006    | Hans Weijs Jr.         | Mitsubishi Lancer Evo VIII | MON    | ZWE | MEX | SPA    | FRA    | ARG    | ITA    | GRI    | DUI 39 | FIN    | JPN    | CYP    | TUR    | AUS | NZL    |        | -    | 0      |
| 2006    | Hans Weijs Jr.         | Ford Fiesta ST             |        |     |     |        |        |        |        |        |        |        |        |        |        |     |        | GBR 61 | -    | 0      |
| 2007    | Hans Weijs Jr.         | Mitsubishi Lancer Evo IX   | MON    | ZWE | NOO | MEX    | POR    | ARG    | ITA 27 | GRI    |        |        |        |        |        |     | IER 32 | GBR 31 | -    | 0      |
| 2007    | Hans Weijs Jr.         | Mitsubishi Lancer Evo VIII |        |     |     |        |        |        |        |        | FIN NF |        |        |        |        |     |        |        | -    | 0      |
| 2007    | KNAF Talent First      | Mitsubishi Lancer Evo IX   |        |     |     |        |        |        |        |        |        | DUI 22 | NZL    | SPA 31 | FRA    | JPN |        |        | -    | 0      |
| 2008    | KNAF Talent First      | Citroën C2 R2              | MON    | ZWE | MEX | ARG    | JOR NF | ITA 27 | GRI    | TUR    | FIN 40 | DUI NF | NZL    | SPA NF | FRA 37 | JPN | GBR    |        | -    | 0      |
| 2009    | KNAF Talent First      | Citroën C2 S1600           | IER NF | NOO | CYP | POR 22 | ARG    | ITA 21 | GRI    | POL 17 | FIN 43 | AUS    | SPA 12 | GBR    |        |     |        |        | -    | 0      |
| 2010    | KNAF Talent First      | Citroën C2 S1600           | ZWE    | MEX | JOR | TUR    | NZL    | POR NF | BUL 14 | FIN    | DUI 22 | JPN    | FRA 24 | SPA 18 | GBR    |     |        |        | -    | 0      |
| 2011    | Volkswagen Motorsport  | Škoda Fabia S2000          | ZWE    | MEX | POR | JOR    | ITA    | ARG    | GRI    | FIN    | DUI 13 | AUS    | FRA    | SPA    | GBR    |     |        |        | -    | 0      |
| 2012    | Qatar World Rally Team | Citroën DS3 WRC            | MON    | ZWE | MEX | POR    | ARG    | GRI    | NZL    | FIN    | DUI    | GBR    | FRA    | ITA    | SPA NF |     |        |        | -    | 0      |
| 2013    | Hans Weijs Jr.         | Citroën DS3 R3T            | MON    | ZWE | MEX | POR    | ARG    | GRI    | ITA    | FIN    | DUI    | AUS    | FRA    | SPA    | GBR 17 |     |        |        | -    | 0      |